# Stockfisch Records
Logo bei stockfisch-records.de

Link zum Bild

Stockfisch Records ist ein unabhängiges deutsches Musiklabel für gitarrenorientierte Musik diverser Singer-Songwriter, dessen Intention es ist, audiophile Aufnahmen zu produzieren und zu vertreiben. Es wurde 1974 gemeinsam mit dem angegliederten Tonstudio Pauler Acoustics von Günter Pauler gegründet und produzierte noch im selben Jahr das Debütalbum Ten Thousand Miles von Werner Lämmerhirt. Lämmerhirt blieb Pauler fortan untrennbar verbunden und produzierte mit Stockfisch den weit überwiegenden Teil seiner 20 Solo-Alben, so auch das letzte vor seinem Tod 2016.

## Vertrieb und Auszeichnung
Stockfisch Records vertreibt seine Tonträger weltweit in diversen Ländern über dort ansässige Vertriebspartner, so beispielsweise in Dänemark, Spanien, Australien, Brasilien, China, Kanada, Neuseeland, Türkei, Estland und den Vereinigten Staaten.
2011 begann das Label in Peking mit den Aufnahmen der Liebeslyrik 14 Gedichte von 1000 vor bis 1100 nach Christi, eingesungen von der chinesischen Sängerin Song Zuying. Dafür wurde Stockfisch Records 2015 für den Grammy in der Rubrik „Bestes Surround-Sound-Album“ nominiert.

## Musiker und Musikgruppen
Die nachfolgende Auswahl an Musikern und Musikgruppen veröffentlichte diverse Tonträger auf dem Label Stockfisch Records.
- Allan Taylor
- Andreas Rohde
- Barbara Kellerbauer
- Beoga
- Birsner & Co
- Bob Lenox
- Brian Flanagan
- Brooke Miller
- Carl Cleves
- Carrie Newcomer
- Charlie McGettigham
- Chris Jones
- Christian Kjellvander
- Christian Willisohn
- David Munyon
- David Qualey
- David Roth
- Dennis Kolen
- Duo Balance
- Edison Way
- Elster Silberflug
- Espe
- Eugene Ruffolo
- Ewen Carruthers
- Fiedel Michel
- Friedemann
- Günter Möll
- Hannes Wader
- Hartleed
- Ian Smith
- Jens Kommnick
- Jörn Pfennig
- Katja Maria Werker
- Kerstin Blodig
- Klaus Weiland
- La Folia Barockorchester
- Le Clou
- Lilienthal
- Louis Capart
- Madison Skiffle
- Manfred Jaspers
- Martin Kolbe
- Martin Müller
- Mckinley Black
- Michael Schlief
- Mike Silver
- Minor Threat
- Mr. Circle
- Parissa Bouas
- Paul O’Brien
- Paul Stephenson
- Peter Finger
- Peter Ratzenbeck
- Pierre Bensusan
- Ralf Illenberger
- Ranagri
- Ray Austin
- Reg Meuross
- Sammy Vomáčka
- Sara K.
- Sebastian Sternal Trio
- Song Zuying
- Steve Strauss
- The Bassface Swing Trio
- The Greater Good
- The Paperboys
- The Tiptons Sax Quartet
- Toninho Ramos
- Ulla van Daelen
- Werner Lämmerhirt
- ZebraSommerwind